# Woronins Landhaus
Woronins Landhaus oder Datscha Woronin (rus. Дача Воронина) war ein regionales Architekturdenkmal, befand sich in der Sankt Petersburger Siedlung „Molodjoschnoje“ (Bezirk Kurortny) an der Adresse „Primorskoe Schossee 648“ am Eingang des Sanatoriums „Tschornaja Retschka“.

## Geschichte
Das Holzhaus wurde nach dem Projekt der Architektin Petra Petrowitscha Buka gebaut. Bis vor kurzem wurde angenommen, der berühmte Botaniker Michail Stepanowitsch Woronin (1838–1903) wäre der Besitzer gewesen, jedoch gehörte es einen Namensvetter, einen Kaufmannssohn. Zudem wurde das Landhaus im Jahr 1910 gebaut, sieben Jahre nach dem Tod des Wissenschaftlers.
Das Haus mit Garten befand sich am Ufer des Finnischen Meerbusens. Die Dekorelemente des Hauses waren Meisterwerke der hölzernen Architektur.
Nachbarn Woronins waren die Schriftsteller Leonid Andrejew und dessen Ehefrau Eugene. Woronins Landhaus fand seine Beschreibung in der Geschichte Er von L. Andrejew, der als Student in diesem Haus lebte.
Seit 1958 gehörte das Gebiet der Villa dem Sanatorium „Tschornaja Retschka“. Zuletzt befanden sich im Gebäude Verwaltungsdienste, bis es 1993 niederbrannte. Im Jahr 2017 wurde es jedoch in das Einheitliche Staatliche Register des Kulturerbe (Denkmäler der Geschichte und Kultur) der Völker der Russischen Föderation als Denkmal der regionalen Architektur aufgenommen.

## Fotos

Voronins Landhaus
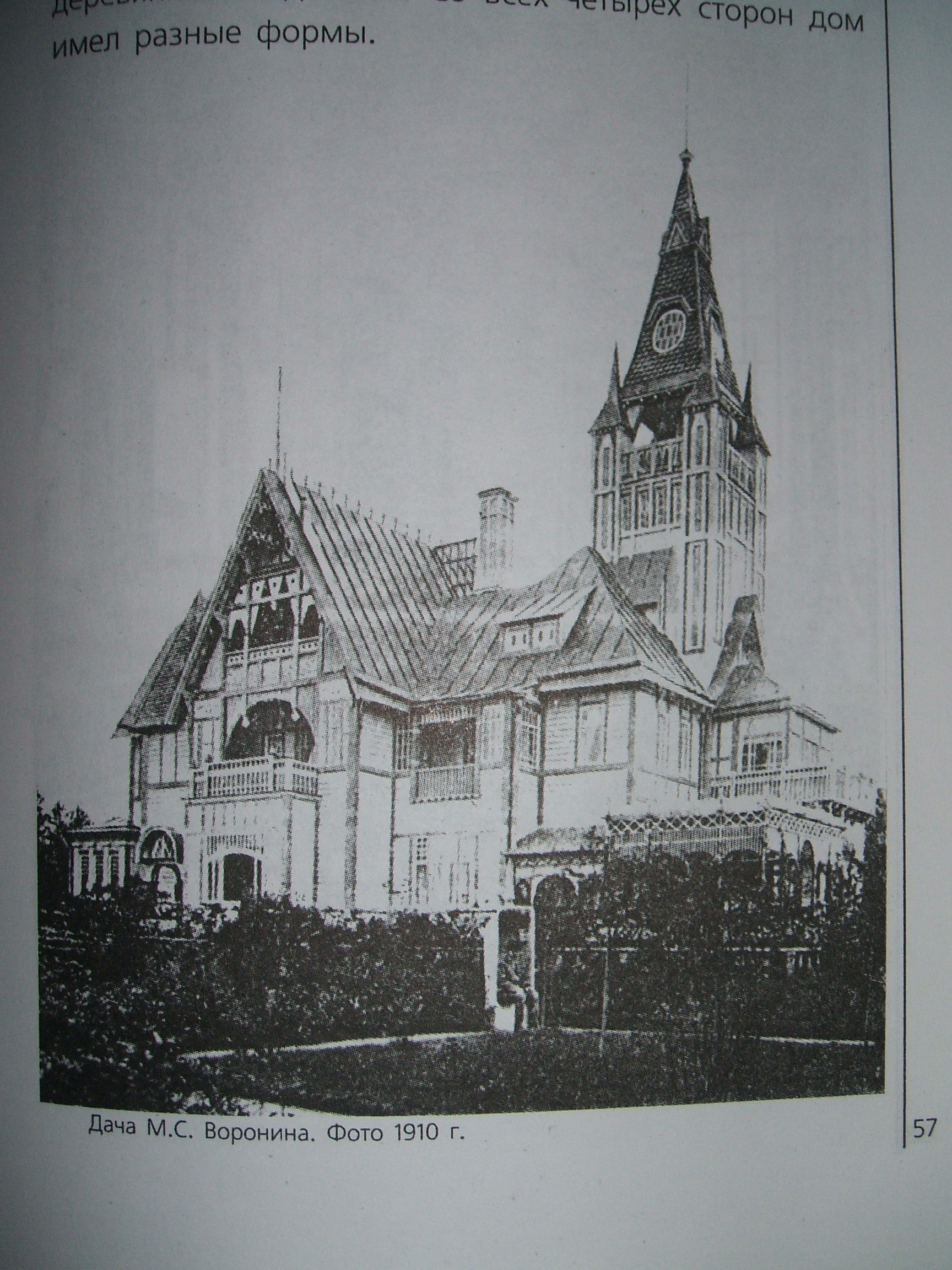
Landhaus von M.S. Woronin im Jahre 1910
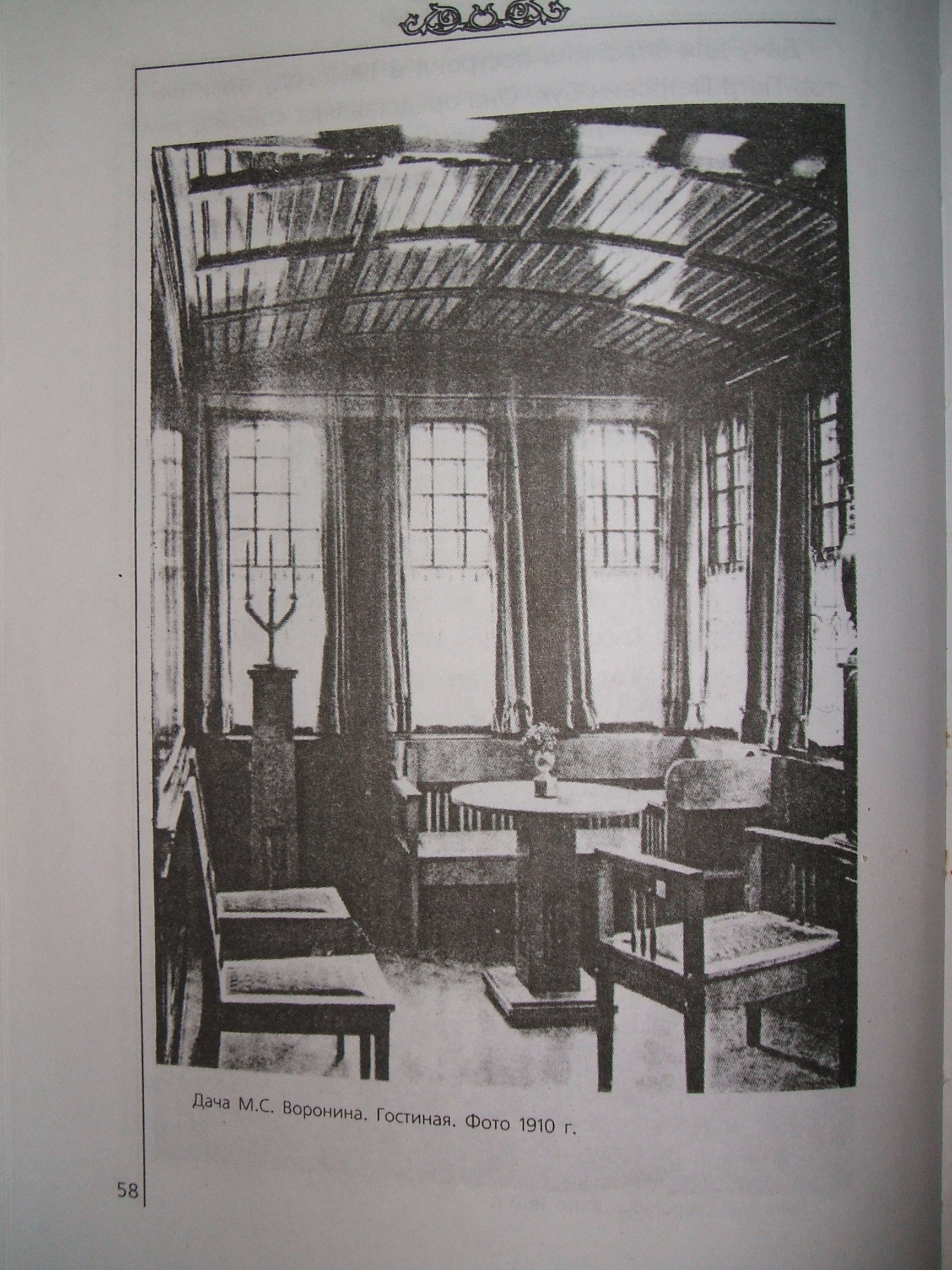
Wohnzimmer
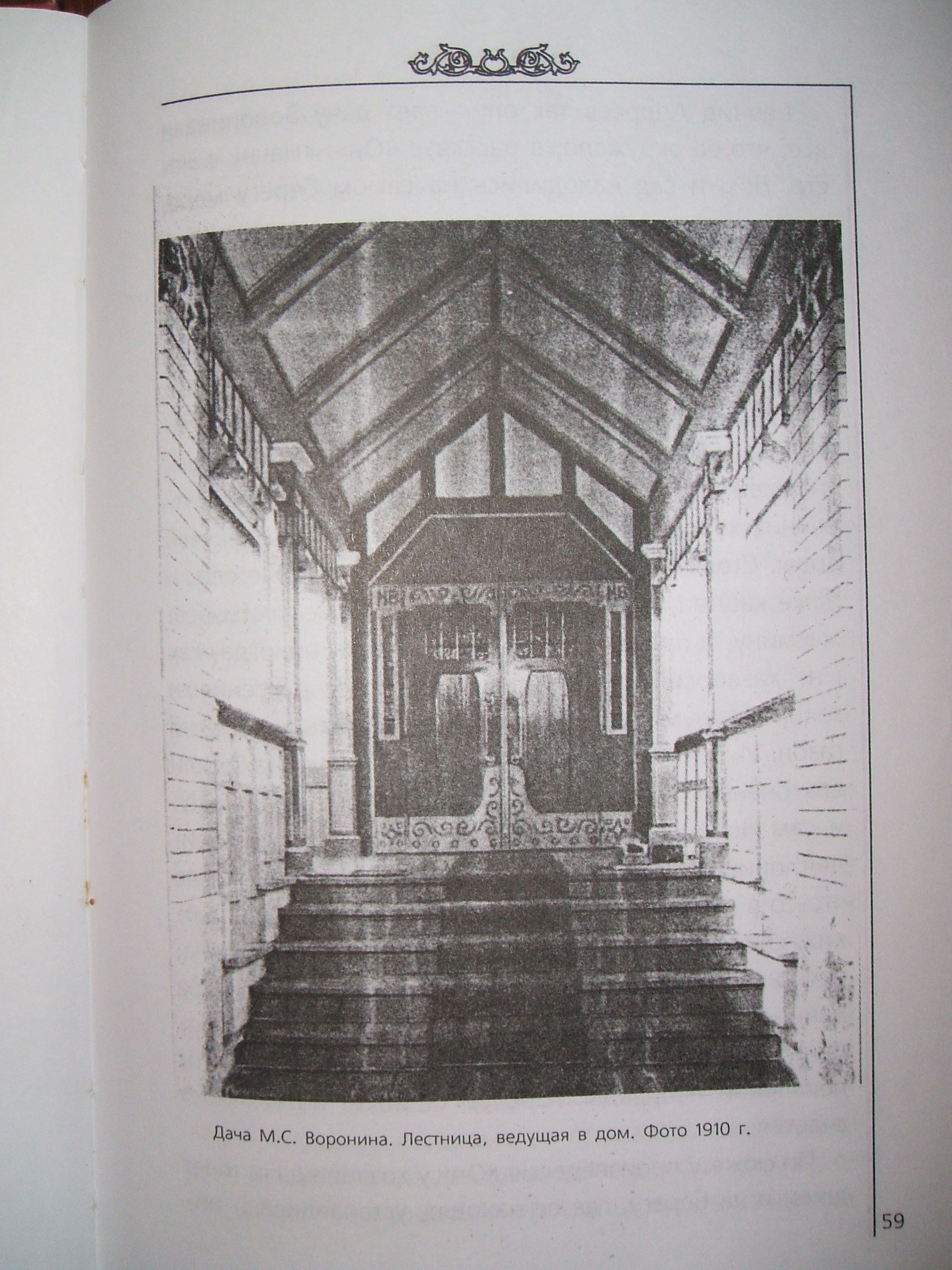
Treppe
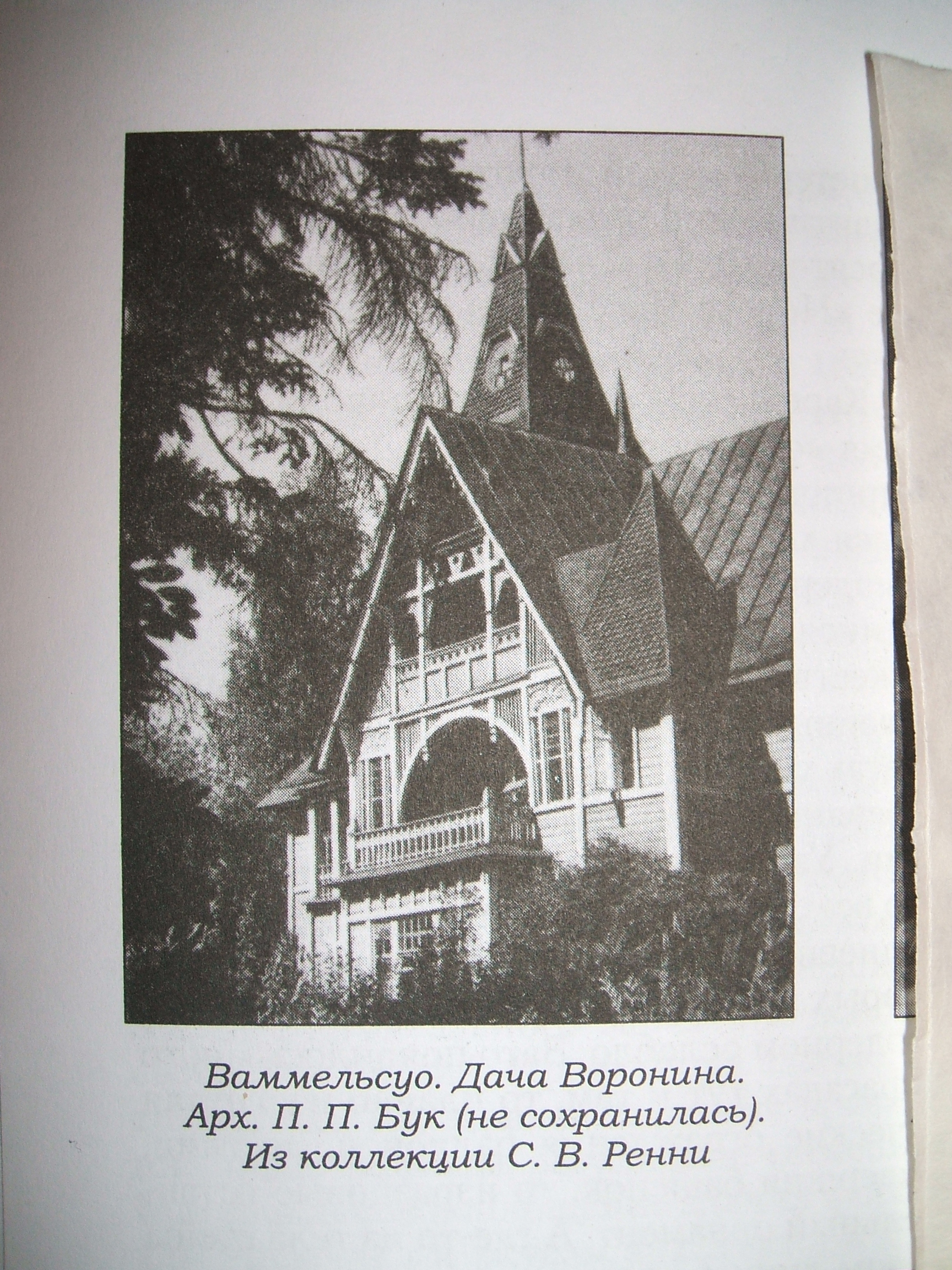
Frontansicht

## Rechtsbasis, die den Status des Denkmals definiert
- Gesetz von St. Petersburg № 141-47 von 2. Juli 1997
- Dekret des Präsidenten der Russischen Föderation № 452 vom 5. Mai 1997
- Entscheidung des Exekutivausschusses von lengorsowjet № 963 vom 5. Dezember 1988